# Massacro di Treglia
Il massacro di Treglia fu commesso nel 1943 nella omonima località vicina a Spalato, in Dalmazia, dalla SS Freiwilligen Division "Prinz Eugen" comandata dall'Obergruppenführer Karl von Oberkamp, dopo la resa delle forze italiane che presidiavano la piazza di Spalato.

## Inquadramento storico-militare
Il 6 aprile 1941 le forze armate tedesche, assieme a quelle italiane e ungheresi, scatenarono l'attacco alla Iugoslavia, che - lacerata da profondi e precedenti conflitti interni, con la conseguente defezione di gran parte dei militari croati - crollò in nove giorni: la richiesta di pace venne avanzata il 15 aprile e la resa venne firmata il 17.
La successiva spartizione della Jugoslavia previde la divisione della Dalmazia fra il Regno d'Italia e il neonato Stato Indipendente di Croazia. Nella parte annessa all'Italia venne creato il Governatorato della Dalmazia, costituito dalle tre province di Zara, Spalato e Cattaro.
Oltre a queste annessioni, secondo gli accordi fra l'Italia e la Croazia vennero costituite all'interno dei territori di quest'ultima due zone distinte: le cosiddette seconda e terza zona (la prima essendo quella annessa al Regno). Nella seconda zona il Regio Esercito esercitava ampi poteri di governo, mentre nella terza zona doveva dipendere dai desiderata del governo croato.
Le forze militari italiane sul terreno furono varie volte riorganizzate. Alla vigilia dell'armistizio, in Dalmazia esse erano così disposte:
- La provincia di Cattaro era presidiata dalla divisione "Emilia" (con sede a Castelnuovo). Questa divisione faceva parte del XIV Corpo d'Armata che, schierato nel Montenegro (sede a Podgorica), dipendeva dal Comando Gruppo d'armate Est (sede a Tirana).[2]
- Nella parte della costa dalmata fra Cattaro e Spalato era schierato il VI Corpo d'Armata, con una giurisdizione che comprendeva un territorio da Rastozza (in croato Zaostrog) sino a Ragusavecchia (Cavtat), ed una profondità di trenta chilometri verso l'interno. Oltre a ciò, il VI Corpo d'Armata presidiava la penisola di Sabbioncello, le isole italiane di Curzola e Meleda e quelle croate di Giuppana, Mezzo, Calamotta, oltre a Lagosta, già territorio italiano fin dalla fine della Grande Guerra.[3]
- La parte nord e la parte centrale della regione ricadevano invece nella giurisdizione della Seconda Armata (comando a Sussak, un sobborgo di Fiume), agli ordini del generale Mario Robotti, che sovrintendeva all'intero scacchiere che andava dalla parte della Slovenia annessa all'Italia nel 1941 a nord fino alla Dalmazia centrale a sud. La Dalmazia italiana (esclusa la provincia di Cattaro) era presidiata dal XVIII Corpo d'Armata (generale Umberto Spigo), con sede a Zara.[4] Quest'ultimo Corpo d'Armata era a sua volta spiegato sul terreno con una Divisione a nord ("Zara", generale Carlo Viale e comando nella città di Zara) ed una a sud ("Bergamo", generale Emilio Becuzzi e comando nella città di Spalato).[5]

Sul versante tedesco la disposizione delle forze era invece la seguente:
- Il neocostituito Gruppo d'armate F (Heeresgruppe F), di stanza a Belgrado, al comando del Generalfeldmarschall Maximilian von Weichs. Egli disponeva della 2ª Armata Corazzata (2. Panzerarmee, sede a Kragujevac), al comando del Generaloberst Lothar Rendulic. Il 12 agosto 1943 i tedeschi crearono all'interno della 2ª Armata Corazzata il 15º Corpo d'Armata di Montagna (XV. Gebirgs-Armeekorps), al cui comando venne posto il General der Infanterie Rudolf Lüters. I principali reparti che componevano il 15º Corpo d'Armata di Montagna erano i seguenti:
  - 4ª Brigata croata Cacciatori (4. kroat. Jäger-Brigade)
  - III Corpo croato (III. kroat. Korps)
  - II Corpo croato (II. kroat. Korps)
  - 373ª Divisione di Fanteria croata (373. Infanterie-Division (kroatisch))
  - 369ª Divisione di Fanteria croata (369. Infanterie-Division (kroatisch))
  - Divisione Volontari delle SS "Prinz Eugen" (SS Freiwilligen Division "Prinz Eugen)[6]
  - 264ª Divisione di Fanteria (264. Infanterie-Division)
  - 114. Jäger-Division[7][8]

## L'armistizio in Dalmazia

### Le prime reazioni
Le reazioni dei militari italiani di stanza nel teatro dei Balcani alle notizie della firma dell'armistizio, col proclama di Badoglio dell'8 settembre e le conseguenti decisioni degli alti ufficiali e della truppa sono un segno tangibile dell'estrema improvvisazione dell'intera operazione. Gli eventi che si registrarono spaziano dal farsesco al drammatico.
In una relazione sui fatti, il comandante della 9ª Armata (Albania) Renzo Dalmazzo ricorda che i fanti autonomamente «la sera del giorno 8 disfecero le tende ed affardellarono lo zaino» per essere pronti a rimpatriare. Ovunque sono registrate scene di giubilo, frammiste a frenetici tentativi dei comandi di contattare i propri superiori per ricevere conferma della notizia spesse volte ricevuta non attraverso le vie ordinarie ma grazie all'ascolto di radio straniere. Non sono rare finanche alla sera dell'8 delle prese di posizione di assoluto scetticismo da parte di ufficiali che ritenevano tutto quanto un'invenzione propagandistica del nemico.
La particolarità della situazione in Dalmazia, con la contemporanea presenza di combattenti italiani e tedeschi, di collaborazionisti croati e cetnici, oltre che dei partigiani jugoslavi guidati dai comunisti di Tito, si rese evidente nell'assoluta eterogeneità delle decisioni dei comandi italiani: mentre a Cattaro e a Ragusa almeno parte degli italiani si opposero con le armi ai tedeschi, a Spalato e a Sebenico aprirono contemporanee trattative con i tedeschi e con i partigiani, mentre a Zara per prevenire i secondi ci si accordò con i primi fin dallo stesso 8 settembre per un loro ingresso in città: i tedeschi entrarono quindi a Zara due giorni dopo.
I tedeschi - che già diffidavano dell'alleato italiano - si mossero con estrema rapidità e decisione non appena avuta notizia dell'armistizio, seguendo le direttive generali da tempo definite all'interno del piano Alarico, approntato proprio in previsione dell'uscita dalla guerra dell'Italia. I fini principali perseguiti dai tedeschi in Dalmazia erano due: da un lato assicurare a sé il predominio sull'intero territorio già soggetto al Regio Esercito, dall'altro impedire operazioni di accaparramento di materiale da parte delle forze partigiane iugoslave.

### La situazione nelle zone di giurisdizione della divisione Bergamo
- 25º Rgt. fanteria "Bergamo"
- 26º Rgt. fanteria "Bergamo"
- 89ª Legione CC.NN.
  - 89º Btg. CC.NN. "Senese"
- 4º Rgt. artiglieria "Carnaro"
- 15º Btg. mortai da 81
- 36ª Cp. Genio
- 31ª Sez. fotoelettricisti
- 15ª Cp. mista telegrafisti/marconisti

Rinforzata da:
- 19ª Sez. Sanità
- IX Btg. Territoriale CC.RR.
- 4º Rgt. bersaglieri
- XVIII Brigata costiera
  - 149º Rgt. costiero
  - 156º Rgt. territoriale
  - 157º Rgt. territoriale
- CVI Btg. mitraglieri
- II Btg. carri (1 Sq. di L/31)
- Dist. corazzato della 1ª Div. Celere
- CCXI Btg. T.M.
- CCXXVIII Btg. T.M.
- CCXXIX Btg. T.M.
- V Btg. di guarnigione
- X Btg. di guarnigione
- 324ª Cp. di guarnigione alpina
- CIII Gr. del 6º Rgt. artiglieria
- 5º Btg. corpo minatori

#### Settore di Sebenico
La piazza di Sebenico era comandato dal generale di brigata Paolo Grimaldi (comandante della fanteria della 15ª Divisione fanteria "Bergamo"), che aveva a propria disposizione un battaglione del 4º Reggimento bersaglieri, un battaglione mitraglieri, un battaglione territoriale mobile, il 103º Gruppo di artiglieria da posizione e la "Milizia Marittima di Artiglieria" (MILMART) con tre batterie. Comprendendo il personale del Comando militare marittimo - agli ordini del tenente di vascello Pietro Tacchini - complessivamente si trattava di circa tremila uomini.
La notizia dell'armistizio si diffuse al pomeriggio dell'8 settembre, seguendo spesso vie non ufficiali: voci di piazza o persone che domandavano conferma agli stessi militari italiani, completamente all'oscuro fino al momento in cui arrivò notizia del comunicato di Badoglio.
Alla mattina del 9, il generale Becuzzi avvertì Grimaldi: «siamo in guerra con la Germania», emanando una serie di ordini in esecuzione dei piani di corpo d'armata per la creazione di una linea di difesa sino a sud di Spalato. Fra questi ordini, il ripiegamento dell'89ª legione di presidio a Dernis, che non poté essere eseguito. Per quanto concerne il contegno da tenersi verso i partigiani jugoslavi, Becuzzi autorizzò ad «accettare cooperazione (…), se vogliono combattere con noi contro i tedeschi», aggiungendo però di «non farli entrare in Sebenico; per ora tenerli dove si trovano».
Nel pomeriggio, il comando del corpo d'armata ordinava a Grimaldi di far confluire su Sebenico i reparti che si trovavano nella località di Percovich (16 km ad est): il 259º Reggimento fanteria della 154ª Divisione fanteria "Murge" e il XXVI battaglione del 4º Reggimento bersaglieri. Ciò causò delle frizioni con i partigiani iugoslavi della zona, che temavano di veder sfumare la possibilità di fare incetta degli armamenti dei reparti italiani, palesemente in confusione: fu in questa occasione che si verificarono i primi abboccamenti fra i capi partigiani e i comandanti dei reparti italiani, con la parziale consegna di materiale bellico. Il giorno seguente, una delegazione iugoslava ebbe un incontro a Sebenico col generale Grimaldi: la presenza in città dei partigiani suscitò l'entusiasmo della popolazione; reparti in armi cercarono di entrare in città, venendo però parzialmente bloccati dai militari italiani. Il caos la faceva da padrone, mentre Grimaldi si barcamenava - avendo ricevuto ordini contraddittori e parziali - mantenendo aperto il dialogo con i partigiani, cercando però nel contempo di non compromettersi troppo agli occhi dei tedeschi, il cui intervento era atteso da un'ora all'altra.
Alle 17:00 del 10 settembre Grimaldi ricevette da Zara il testo di un accordo che il generale Spigo aveva preso con i tedeschi: le truppe italiane si sarebbero dovute arrendere ai tedeschi senza opporre alcuna resistenza. Gruppi di partigiani infiltratisi a Sebenico avevano nelle stesse ore già prelevato fra la popolazione una settantina di ustascia e serbi anticomunisti: una decina di essi erano stati uccisi, poi Grimaldi reagì energicamente ottenendo la liberazione degli altri prigionieri. Nel contempo, era già stato preparato un elenco di cento italiani da consegnare: agenti della questura, appartenenti alla milizia, ufficiali e sottufficiali dell'esercito, ma gli eventi successivi resero impossibile il loro fermo.
Al mattino dell'11, venne convocato un incontro fra lo stato maggiore partigiano e il comando italiano: Grimaldi riuscì a convincere gli iugoslavi dell'imminente venuta dei tedeschi, informandoli dell'ordine ricevuto da Zara. Nonostante l'estrema fluidità della situazione, i partigiani lasciarono Sebenico il giorno stesso. Alle 16:00 dell'11 settembre, i primi reparti tedeschi entrarono a Sebenico.
Il giorno successivo il comandante della 114ª Divisione di Cacciatori (114. Jäger-Division), Generalleutnant Karl Eglseer, convocò l'intero corpo ufficiali presso il comando settore e parlò loro. Successivamente interpellò la truppa radunata in quattro diverse località, proponendo di continuare la guerra a fianco della Germania o in alternativa di essere internati in prigionia: la gran parte dei soldati scelse la prigionia, capeggiata dallo stesso generale Grimaldi.

#### Settore di Spalato

##### Dall'8 al 10 settembre
Secondo quanto riportò il generale Emilio Becuzzi, a Spalato e immediati dintorni erano concentrati circa 13.000 militari italiani su un totale di 20.000 al suo comando. Di questi 20.000, 8.000 erano in forze al XVIII Corpo d'Armata, il cui comando si era trasferito da Spalato a Zara il 3 settembre, 11.000 uomini della divisione Bergamo e 1.000 uomini di passaggio. La maggior parte dei militari della Bergamo era dislocata nei distaccamenti a corona della città e sulla costa (Dernis, Signo, Sebenico, Macarsca, Almissa e Podgora) e sulle isole (Zirona, Brazza, Bua, Solta, Lesina, Lissa e minori). In città aveva sede anche il Comando Marittimo della Dalmazia (Maridalmazia) agli ordini dell'ammiraglio Antonio Bobbiese, oltre al Comando Marittimo di Spalato (capitano di corvetta Riccardo Lesca): più di 1.500 uomini fra ufficiali e marinai. In città viveva la più numerosa collettività italiana della Dalmazia - esclusa Zara - con oltre un migliaio di italiani autoctoni e circa duemila fra funzionari, insegnanti, portuali, ferrovieri e le loro famiglie, giunti dalla penisola.
Le prime notizie dell'armistizio crearono una confusione grandissima e secondo il generale Becuzzi furono numerosi i casi di fraternizzazione tra i partigiani nazionalisti e i presidi italiani. Becuzzi, che aveva già ricevuto la Memoria OP 44 che prevedeva di contrastare i tedeschi qualora avessero tentato di occupare posizioni italiane, si ritrovò con la "Bergamo" chiusa tra gli ex alleati tedeschi e ustascia e i vecchi nemici partigiani della EPLJ. Alle prime ore del 9 settembre Becuzzi ordinò a tutti i settori di astenersi dai contatti con i partigiani; a seguito però di un colloquio telefonico con il generale Spigo, l'ordine venne modificato: le trattative con i partigiani erano autorizzate, a patto che questi «passino alle nostre dipendenze». Allo stesso modo, vennero emanati in immediata successione ad alcuni presidi esterni prima degli ordini di ripiegamento e poi dei contrordini, il che contribuì ad aumentare la confusione. Becuzzi stesso si recò a Zara al fine di ottenere ordini, ma trovò la città già occupata dai tedeschi e si risolse a rientrare a Spalato. Nelle stesse ore, il generale Alfonso Cigala Fulgosi - comandante della piazza di Spalato - procedette al disarmo del personale tedesco di scorta ad una nave romena attraccata in porto, oltre che al piantonamento del consolato tedesco.
La confusione ingenerata nei reparti italiani convinse oltre ai tedeschi che già si stavano avvicinando da nord anche i partigiani titini a concentrare le proprie forze su Spalato al fine di mettere le mani sugli ingenti armamenti italiani. Subito dopo aver diramato l'ordine di trattare con i partigiani, Becuzzi ebbe una serie di contatti con i cetnici, che nel settore di Spalato contavano circa 2.000 uomini inquadrati nella Milizia Volontaria Anti Comunista, al comando del maggiore serbo Pavasović. Quest'ultimo chiese a Becuzzi quali fossero le decisioni della Bergamo, mettendo a disposizione i suoi uomini a patto che fossero fornite armi e munizioni. Becuzzi chiese tempo per consultarsi con il comando del corpo d'armata e al pomeriggio riconvocò Pavasović per comunicargli la consegna delle armi per il giorno successivo, al fine di costituire un battaglione di 500 cetnici, da dislocare a Castel Vitturi (lungo la riviera a nord di Spalato). Appena partito Pavasović, Becuzzi ricevette una delegazione di comunisti e partigiani di Spalato per stabilire le prime basi di un accordo. Il generale italiano aveva invitato in città per il giorno successivo Ivo Lola Ribar, del Comando Supremo dell'EPLJ, e il capo partigiano Vicko Krstulović, comandante della IV zona operativa (Dalmazia), per organizzare una difesa contro i tedeschi. Ma in immediata successione era pervenuto da Zara l'ordine di applicare le disposizioni armistiziali "senza spargimento di sangue", il che rese Becuzzi molto incerto sul come gestire la situazione. Intanto i partigiani slavi, resisi conto dell'incertezza del comando italiano, iniziarono a disarmare i militari italiani con la forza e a saccheggiare i magazzini. Ad essi si unirono numerosi spalatini di origine slava. Giunta la notizia che il comando d'armata aveva deciso di cedere le armi ai tedeschi, Becuzzi informò i partigiani di non aver intenzione di obbedire all'ordine lasciando però intendere di non essere nemmeno disposto a resistere contro i tedeschi. L'11 settembre riuniti i propri ufficiali li informò sulla situazione sostenendo che era opportuno, vista l'impossibilità di contrastare i tedeschi, cedere le armi ai partigiani e far sbandare l'esercito. All'ipotesi di Becuzzi sembra che si opponessero soltanto Cigala Fulgosi e Salvatore Pelligra. Intanto le violenze dei partigiani contro i militari italiani proseguirono senza che Becuzzi si opponesse accordando agli jugoslavi la possibilità di reclutare volontari italiani. Il 12 settembre infine si risolse nell'ordinare la consegna delle armi ai partigiani jugoslavi per il giorno successivo.

#### Il disarmo delle truppe italiane
L'intera divisione, priva di ordini chiari, fu facilmente disarmata dai partigiani. Il generale Becuzzi in seguito affermò che la maggioranza dei soldati e degli ufficiali non fosse intenzionata a proseguire la guerra e quindi non avrebbe aperto il fuoco né contro i tedeschi, né contro i partigiani. Circostanza smentita però dalle testimonianze di numerosi superstiti che sottolinearono che i soldati protestarono rumorosamente e che moltissimo armamento individuale fu reso inservibile o gettato in mare pur di non essere consegnato, come molti automezzi furono ribaltati, mentre quasi tutti i cannoni furono resi inservibili. Il maggiore Bruno Koch, dopo aver protestato per l'avvenuto disarmo del proprio reparto la notte del 12 settembre si suicidò. Il suo nome fu poi aggiunto alle vittime del massacro di Treglia. Solo cento soldati furono lasciati con il proprio armamento e posti a guardia delle caserme finché non furono spostati in località Spinuti, dove i bombardamenti aerei potevano avvenire con efficacia. Al contempo, in contrasto con gli accordi sottoscritti il 12 settembre, furono affissi manifesti in cui si invitava la popolazione a segnalare i militari italiani che avessero preso parte a rappresaglie contro i partigiani. Alle proteste degli ufficiali italiani Becuzzi replicò che "era la logica conseguenza di chi aveva agito male".
Il 17 settembre Becuzzi ebbe un nuovo incontro con i capi partigiani a Castel Vitturi alla presenza del maggiore dell'OSS Deakin. La discussione affrontò la resa e la questione dei presunti criminali di guerra italiani. Becuzzi ai testimoni sembrò interessato a nascondere il fatto che i militari italiani fossero stati disarmati dalla popolazione e dai partigiani e si concordò di dichiarare che si fossero fatti disarmare volontariamente. Sulla consegna di soldati italiani invece Becuzzi si dimostrò almeno inizialmente più fermo anche se alla fine, ottenuto il restringimento del campo delle accuse acconsentì alla consegna di undici militari definiti "criminali di guerra". A partire dal 19 settembre per alcuni giorni a seguire incominciò la repressione anti-italiana con fucilazioni presso il cimitero di San Lorenzo e nelle campagne vicine. Particolarmente colpita fu la questura di polizia di Spalato che ebbe 41 dispersi, di cui parte fu poi rinvenuta in fosse comuni.
Il 23 settembre da Bari giunsero a Spalato quattro navi cariche di materiale bellico da consegnare ai partigiani. Becuzzi prese posto sulla torpediniera Aretusa abbandonando circa ottomila soldati della Bergamo. Cigala Fulgosi e Pelligra invece rifiutarono l'imbarco fintanto che non fossero partiti tutti i soldati della divisione. Il 25 settembre i partigiani abbandonarono Spalato temendo di rimanere circondati dai tedeschi della 7. SS-Freiwilligen-Gebirgs-Division "Prinz Eugen" che a marce forzate si stava avvicinando alla città.

## Il massacro
Assunto il controllo della città, i tedeschi rastrellarono i civili che durante la breve occupazione partigiana avevano fatto causa comune con questi. Al generale Salvatore Pelligra fu ordinato di radunare tutti gli ufficiali italiani presenti in città per un numero complessivo di 450. Tra questi figuravano anche tre generali, Policardi (comandante del genio di corpo d'armata), Pelligra e Cigala Fulgosi (comandante della piazza di Spalato e padre di Giuseppe Cigala Fulgosi, pluridecorato ufficiale della Regia Marina), diversi colonnelli, tra cui Umberto Volpi, un tenente colonnello, un maggiore ed alcuni ufficiali subalterni. Con il pretesto del trasferimento in Germania, questo gruppo venne avviato su camion ma, dopo essere stati portati in una cava di ghiaia, tutti gli ufficiali vennero uccisi a colpi di mitragliatrice. Sul massacro, dimenticato dalle autorità italiane, gettò luce la figlia di uno degli ufficiali scomparsi dopo la resa, Carlo Linetti, maggiore e comandante di uno dei battaglioni di fanteria della divisione. Questa, dopo anni di ricerche, senza alcun aiuto da parte delle autorità italiane e tra il sospetto di quelle jugoslave, riuscì a incontrare un vecchio abitante della zona che era a conoscenza di un massacro compiuto dai tedeschi dopo l'8 settembre. Dopo gli scavi condotti sul sito, tra i cadaveri oramai decomposti venne rinvenuto un unico ufficiale di fanteria con i gradi da maggiore, identificato pertanto come Linetti. Le salme vennero poi rimpatriate negli anni cinquanta e sepolte nel Tempio votivo di Venezia.

## Elenco dei fucilati

### Presso le fornaci di Signo il 1º ottobre 1943
| Grado    | Nome      | Cognome        | Reparto                                        | Onorificenza               |
| -------- | --------- | -------------- | ---------------------------------------------- | -------------------------- |
| Generale | Alfonso   | Cigala Fulgosi | Comandante della piazza di Spalato             | Medaglia d'Oro al V.M.     |
| Generale | Salvatore | Pelligra       | Comandante dell'artiglieria del Corpo d'Armata | Medaglia d'Oro al V.M.     |
| Generale | Angelo    | Policardi      | Comandante del genio del Corpo d'Armata        | Medaglia d'Argento al V.M. |

### A Treglia il 2 ottobre 1943
| Grado              | Nome                 | Cognome     | Reparto                            | Onorificenza                                                                 |
| ------------------ | -------------------- | ----------- | ---------------------------------- | ---------------------------------------------------------------------------- |
| Colonnello         | Ezio                 | Armellini   | 60º Artiglieria                    | Medaglia d'Argento al V.M.                                                   |
| Capitano           | Mario                | Basi        | 78ª Compagnia Genio                | Medaglia d'Argento al V.M.                                                   |
| Capitano           | Celestino            | Basile      | 9º Genio                           | Medaglia d'Argento al V.M.                                                   |
| Capitano           | Renato               | Bassa       | 26º Fanteria                       | Medaglia d'Argento al V.M.                                                   |
| Tenente            | Camillo Pietro Maria | Berizzi     | 157° Autieri                       | Medaglia d'Argento al V.M.                                                   |
| Capitano           | Francesco            | Bersoni     | 4º Artiglieria                     | Medaglia d'Argento al V.M.                                                   |
| Capitano           | Luigi                | Bichelli    | 116ª Sezione Sussistenza           | Medaglia d'Argento al V.M.                                                   |
| Tenente            | Giulio               | Brizzi      | 26º Fanteria                       | Medaglia d'Argento al V.M.                                                   |
| Capitano           | Celso                | Bruttomesso | 4º Artiglieria                     | Medaglia d'Argento al V.M.                                                   |
| Tenente            | Carlo                | Candela     | 26º Fanteria                       | Medaglia d'Argento al V.M.                                                   |
| Capitano           | Alfredo              | Cecchini    | 11º Cavalleria                     | Medaglia d'Argento al V.M.                                                   |
| Capitano           | Adriano              | Cinelli     | 5º Battaglione Mortai              | Medaglia d'Argento al V.M.                                                   |
| Capitano           | Giuseppe             | Conti       | 3º Bersaglieri                     | Medaglia d'Argento al V.M.                                                   |
| Colonnello         | Francesco Antonio    | Falluto     | Comandante Genio Divisione Bergamo | Medaglia d'Argento al V.M.                                                   |
| Capitano           | Mario                | Favre       | 404ª Compagnia di Presidio         | Medaglia d'Argento al V.M.                                                   |
| Tenente Colonnello | Gennaro              | Franchini   | 4º Artiglieria                     | Medaglia d'Argento al V.M.                                                   |
| Sottotenente       | Giuseppe             | Furino      | 7ª Compagnia Genio                 | Medaglia d'Argento al V.M.                                                   |
| Capitano           | Renzo                | Giovanardi  | Comando 18º Corpo d'Armata         | Medaglia d'Argento al V.M.                                                   |
| Sottotenente       | Guglielmo            | Giusiani    | 26º Fanteria                       | Medaglia d'Argento al V.M.                                                   |
| Sottotenente       | Lazzaro              | Giussani    | 4º Artiglieria                     | Medaglia d'Argento al V.M.                                                   |
| Tenente            | Giuseppe             | Gosso       | 403ª Compagnia di Presidio         | Medaglia d'Argento al V.M.                                                   |
| Capitano           | Alessandro           | Laurenzi    | Divisione Bergamo                  | Medaglia d'Argento al V.M.                                                   |
| Maggiore           | Carlo                | Linetti     | 18º Genio                          | Medaglia d'Argento al V.M.                                                   |
| Tenente            | Umberto              | Macchioni   | 26º Fanteria                       | Medaglia d'Argento al V.M.                                                   |
| Colonnello         | Paolo                | Marchini    | 1º Cavalleria                      | Medaglia d'Argento al V.M.                                                   |
| Colonnello         | Pietro               | Mazza       | Comando 18º Corpo d'Armata         | Medaglia d'Argento al V.M.                                                   |
| Maggiore           | Cesare               | Mores       | 26º Fanteria                       | Medaglia d'Argento al V.M.                                                   |
| Capitano           | Pietro               | Moretti     | 60º Artiglieria                    | Medaglia d'Argento al V.M.                                                   |
| Tenente            | Santino              | Nardini     | 50ª Compagnia Genio                | Medaglia d'Argento al V.M.                                                   |
| Capitano           | Antonio              | Negroni     | 13º Fanteria                       | Medaglia d'Argento al V.M.                                                   |
| Capitano           | Bartolomeo           | Padovano    | Comando 18º Corpo d'Armata         | Medaglia d'Argento al V.M.                                                   |
| Tenente            | Pietro               | Pellegrino  | 125ª Compagnia Marconisti          | Medaglia d'Argento al V.M.                                                   |
| Capitano           | Oscar                | Perozzi     | Comando 18º Corpo d'Armata         | Medaglia d'Argento al V.M.                                                   |
| Capitano           | Guido                | Pica        | 4º Artiglieria                     | Medaglia d'Argento al V.M.                                                   |
| Tenente            | Daniele              | Pierantoni  | 220º Reggimento                    | Medaglia d'Argento al V.M.                                                   |
| Tenente            | Raffaele             | Piscitelli  | 26º Fanteria                       | Medaglia d'Argento al V.M.                                                   |
| Capitano           | Igino                | Rocco       | 26º Fanteria                       | Medaglia d'Argento al V.M.                                                   |
| Capitano           | Antonio              | Ruggeri     | 60º Artiglieria                    | Medaglia d'Argento al V.M.                                                   |
| Capitano           | Giovanni Battista    | Soberti     | 56º Fanteria                       | Medaglia d'Argento al V.M.                                                   |
| Tenente            | Vito Giuseppe        | Soranno     | 9º Genio                           | Medaglia d'Argento al V.M.                                                   |
| Capitano           | Clemente             | Starace     | 21° Lancieri                       | Medaglia d'Argento al V.M.                                                   |
| Capitano           | Ermanno              | Toneatti    | 26º Fanteria                       | Medaglia d'Argento al V.M.                                                   |
| Capitano           | Ettore               | Valente     | 6º Reggimento                      | Medaglia d'Argento al V.M.                                                   |
| Colonnello         | Umberto              | Volpi       | Comandante 4º Artiglieria          | Medaglia d'Oro al V.M. Medaglia d'Argento al V.M. Medaglia di Bronzo al V.M. |
| Sottotenente       | Guido                | Zammarano   | 56º Reggimento di Presidio         | Medaglia d'Argento al V.M.                                                   |
| Sottotenente       | Ferruccio            | Zuppini     | 4º Artiglieria                     | Medaglia d'Argento al V.M.                                                   |

### Nota sulla bibliografia
In italiano le fonti edite sul massacro di Treglia sono praticamente solo quelle presentate. In tedesco si può vedere il volume di Thomas Casagrande, Die Volksdeutsche SS-Division "Prinz Eugen". Die Banater Schwaben und die nationalsozialistischen Kriegsverbrechen. Campus, Francoforte sul Meno 2003. Il testo di Oddone Talpo è fra le fonti italiane la più completa, attingendo anche a memoriali e testimonianze orali. Detto studio presenta inoltre alle pagine 1249-1328 la trascrizione di una serie di documenti originali italiani e tedeschi di fondamentale importanza per comprendere il contesto da cui scaturì il massacro, oltre alla Relazione del tenente Ulisse Donati sul massacro di Treglia, compilata ad agosto del 1945 e consegnata da Donati ai Reali Carabinieri di Venezia. Da ciò dipende il fatto che il testo del Talpo sia la fonte maggiormente utilizzata.